# Guy Soulié
Guy Charles Raymond Soulié (* 12. Oktober 1920 in Bordeaux, Dritte Französische Republik; † 24. April 2015 in Courpiac, Frankreich) war ein französischer Astronom und Entdecker von zwei Asteroiden.
Der damalige Direktor des Floirac-Observatoriums, Pierre Sémirot, entdeckte Soulié. Ab diesem Zeitpunkt setzte Soulié, der Leidenschaft für Astronomie aufwies, seine Fähigkeiten in der Elektromechanik zum Bau und der Benutzung von Beobachtungsinstrumenten ein. Ab 1944 war er Mitglied in der Société d’astronomie de Bordeaux und 1970 durch ihn konnte das 14-Zoll-Äquatorial am Observatorium wieder in Betrieb genommen werden.
Der Asteroid des äußeren Hauptgürtels (13226) Soulié wurde 1997 nach ihm benannt. Soulié benannte den Asteroiden (1736) Floirac nach der Stadtgemeinde Floirac, in der sich das Floirac-Observatorium befindet, an dem der Asteroid entdeckt wurde. Der zweite von ihm entdeckte Asteroid, (1918) Aiguillon, ist nach der Gemeinde Aiguillon benannt, in der Soulié aufwuchs.

## Entdeckte Asteroiden
| Asteroid         | Asteroidentyp            | Entdeckungsdatum  | Provisorische Bezeichnung(en)                                                             |
| ---------------- | ------------------------ | ----------------- | ----------------------------------------------------------------------------------------- |
| (1736) Floirac   | Innerer Asteroidengürtel | 6. September 1967 | 1967 RA; 1927 RB; 1927 SN; 1934 XC; 1937 RP; 1952 DO1; 1957 TC; 1957 US; 1962 CN; A914 WD |
| (1918) Aiguillon | Äußerer Asteroidengürtel | 19. Oktober 1968  | 1968 UA                                                                                   |